# Am Südpark 49/51 (Köln)

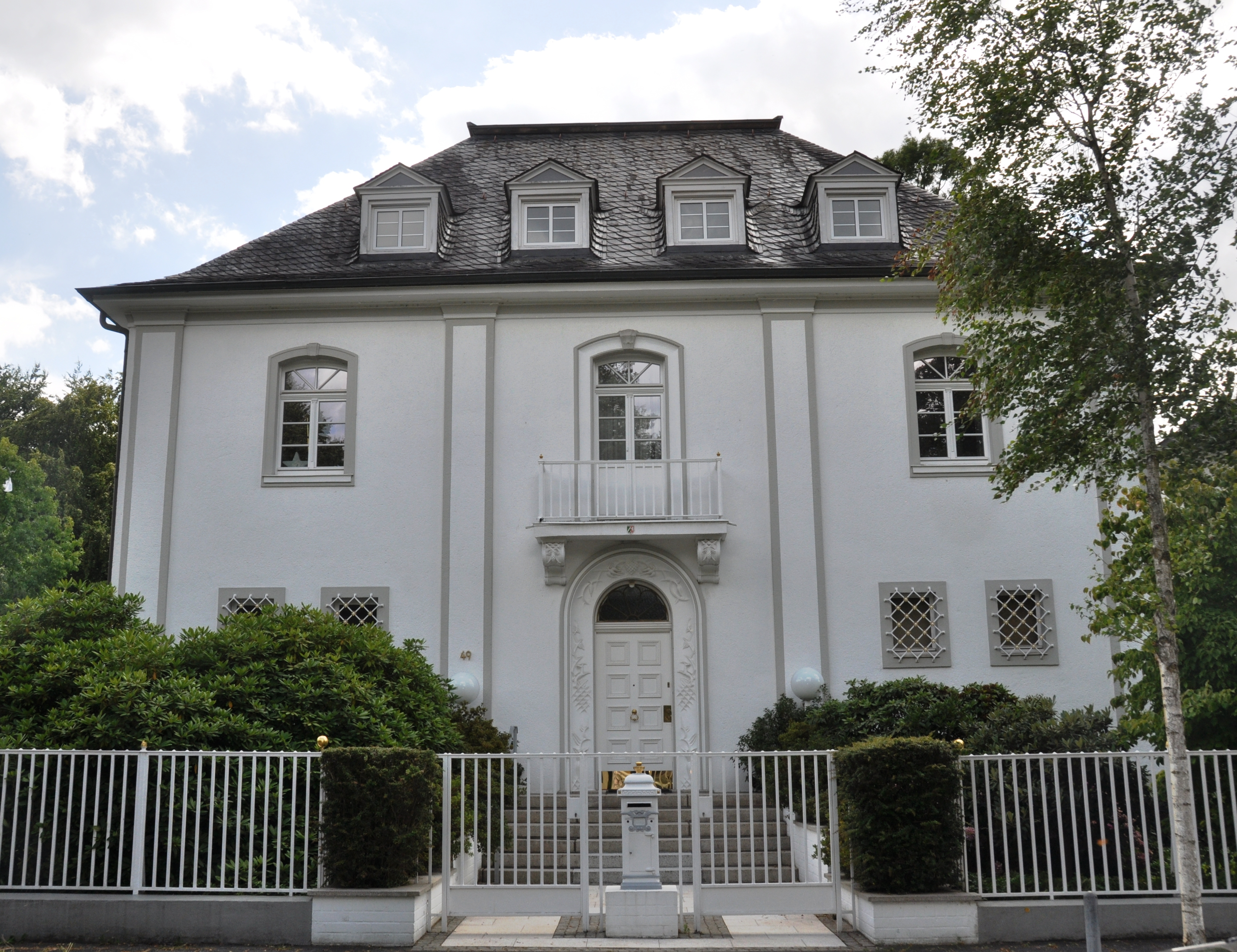
Am Südpark 49

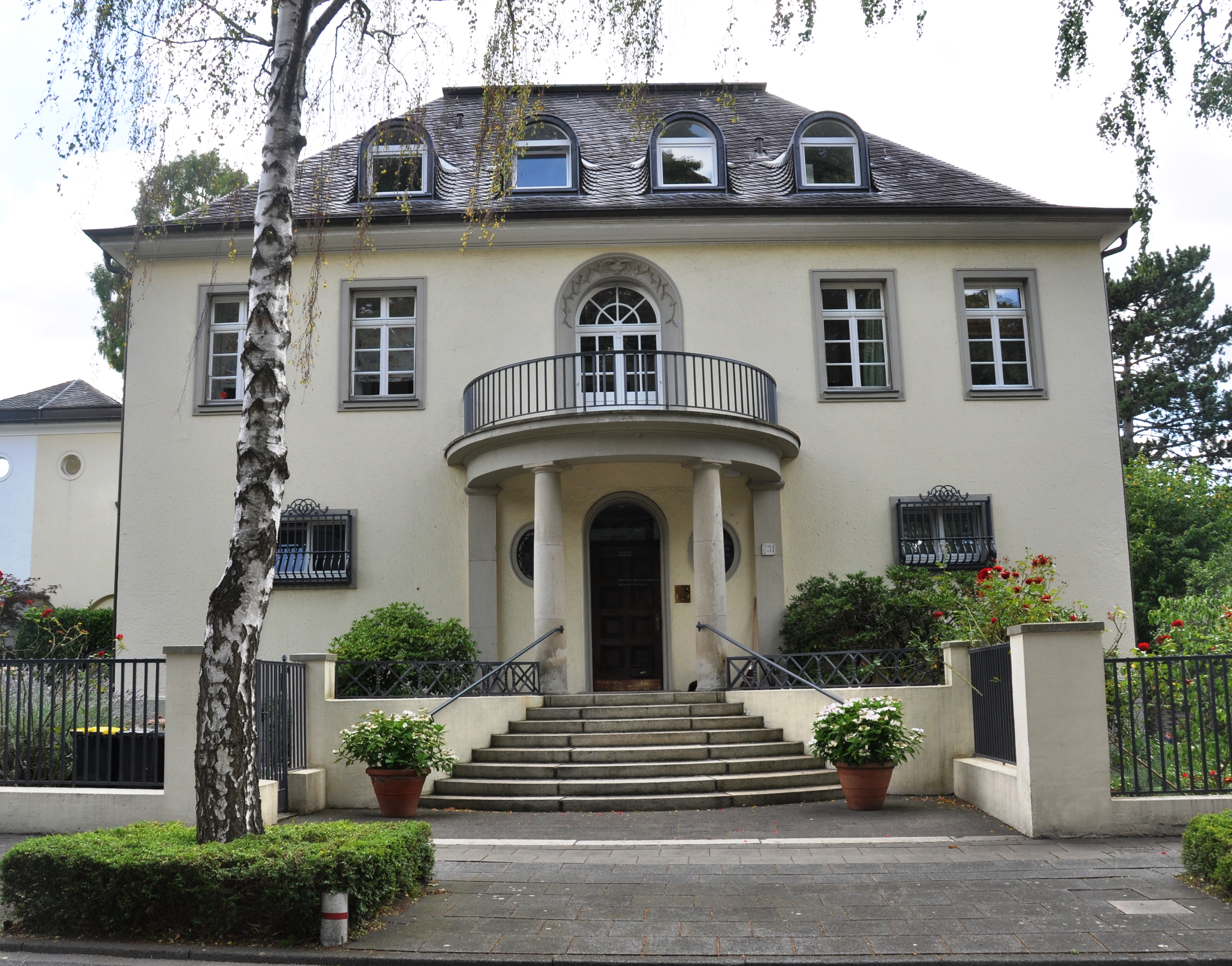
Am Südpark 51

Die Gebäude Am Südpark 49 und 51 sind eine Villengruppe im Kölner Stadtteil Marienburg, die von 1922 bis 1924 errichtet wurde. Sie stehen als Baudenkmal unter Denkmalschutz. Die Villengruppe liegt unmittelbar gegenüber dem Südpark.

## Geschichte
Die beiden Villen entstanden für die Bauherren Eduard Meyer (Nr. 49) und Otto Blumenfeld (Nr. 51), beide Mitglied im Vorstand der seinerzeit ebenfalls in Marienburg ansässigen Hornimport AG, nach einem Entwurf des Architekten Georg Falck. Die Ausführung übernahm Falcks Baufirma, die Rheinische Bauunternehmung G.m.b.H. Die Villengruppe war Teil einer Gesamtplanung, zu der auch die mit ihrem Grundstück südwestlich angrenzende und ebenfalls für ein Vorstandsmitglied der Hornimport AG erstellte Villa Rondorfer Straße 5 gehörte. Aus dem Jahre 1933 ist eine Planung zum Umbau des Hauses Nr. 51 in ein Mehrfamilienhaus bekannt (Architekt: Robert Stern). Nach 1933 kam es zu verschiedentlichen Ausparzellierungen, die das ursprüngliche Villenensemble beeinträchtigten.
Die Villa Am Südpark 49 diente spätestens von 1952 bis mindestens 1960 als Kanzlei der Gesandtschaft (zuletzt Botschaft) der Republik Kuba in der Bundesrepublik Deutschland am Regierungssitz Bonn (→ Liste der diplomatischen Vertretungen).
Die Eintragung des Hauses Am Südpark 49 (einschließlich Gartenanlage und Verbindungstrakt) in die Denkmalliste der Stadt Köln erfolgte am 24. März 1982, die des Hauses Am Südpark 51 am 2. Dezember 1983.

## Architektur
Beide Villen – zweigeschossig, mit Putzfassade, walmgedeckt und verbunden durch einen aus der Bauflucht zurücktretenden Verbindungstrakt – sind unterschiedlich gestaltet. Zu den Gemeinsamkeiten gehört eine, auch in dem Verbindungstrakt mit seinem aufgesetzten Pavillon vorzufindende, barocke Formensprache. Die Villa Am Südpark 51 weist auf ihrer fünfachsigen Fassade als Fensterumrahmung dienende Stuckdekorationen auf, die sich dem Expressionismus zurechnen lassen. Sie wird besonders durch ihr Eingangsportal geprägt, das als halbrunder Portikus ausgebildet ist und einen Balkon trägt. Zu den Besonderheiten der Innenausstattung gehören sog. Kölner Decken. Die Fassade der Villa Am Südpark 49 verfügt über drei Achsen, eine Werksteingliederung und einen weniger prononcierten Hauseingang.